# Felice De Stefano
Felice De Stefano (Solofra, 7 gennaio 1889 – Roma, 7 dicembre 1925) è stato un ingegnere navale e dirigibilista italiano.

## Biografia

### Gli studi
Felice De Stefano nacque a Solofra il 7 gennaio del 1889. Studiò al Liceo Colletta di Avellino dove si diplomò con il massimo dei voti nel 1908. Entrò nell’Accademia Navale di Livorno (1909) spinto dalle imprese del concittadino Gregorio Ronca, il marinaio scienziato che aveva insegnato a Livorno dal 1889 al 1901 e in quell’anno dirigeva una Scuola di Ufficiali sulla corazzata "Sardegna". Dall’Accademia uscì con il grado di guardiamarina e il 9 ottobre del 1911 partì per la campagna di Libia con il Corpo di spedizione.
Nel 1913 fu promosso Maggiore del Genio Navale e successivamente si laureò in ingegneria navale al Politecnico di Napoli. Fu in servizio all’Arsenale di Castellammare di Stabia dove collaborò alla progettazione e alla costruzione di navi da guerra, dove guidò una scuola per giovani lavoratori.

## Partecipazione alla prima guerra mondiale (1915-1918)
Alla vigilia della prima guerra mondiale Felice De Stefano entrò in una scuola di pilotaggio. Durante i primi mesi del conflitto fece parte delle squadriglie che compivano ricognizioni, rilievi e bombardamenti sulle prime linee dell’Isonzo nel corpo aeronautico dei dirigibilisti e fu promosso capitano. Preziosa fu l’opera di rilevamento fotografico che cominciava ad essere ampiamente usata. Notevoli azioni furono fatte dal maggio al giugno in aiuto alle azioni di terra - prevenzioni di attacchi aerei fra Venezia e la laguna, attacchi a stazioni ferroviarie a baraccamenti ad ammassamenti di truppe e poi operazioni di ricognizione e bombardamento di silurifici, fabbriche, torpediniere e sottomarini a Fiume.
La squadra di Felice De Stefano nella notte tra il 16 e il 17 agosto del 1917 fece incursioni sulle pendici orientali del San Marco, lungo la strada Oveia Draga-vogersko e ad est e sud-est di Gorizia. Un’altra incursione fu diretta sull’isola di Lussino, la stretta e lunga striscia di terra del Quarnaro, che aveva nel golfo di Lussimpiccolo una base militare austriaca. Nei giorni 17 e 18 settembre del 1917 ci furono due furiosi attacchi all’equipaggio di Felice De Stefano del quale era comandante in seconda alla guida della navicella M13.
Dopo la disfatta di Caporetto e dopo l’attestazione del fronte sul Piave era sorta la necessità di distruggere le opere di difesa lasciate in mano al nemico nella pianura ad oriente del Piave. Tra queste opere c’era quella sul Livenza, il fiume che scorre parallelo al Piave e al Tagliamento. Qui un complesso fortificato era rimasto in mano al nemico e quindi ne fu necessaria la distruzione che fu appunto affidata ai dirigibili della base di Iseo. Al 18 febbraio 1918 era il comandante in seconda del M.17 (dirigibile) sull'aeroscalo di Ferrara.
Nei giorni 3 e 4 febbraio 1918 ci fu un tenace scontro con il nemico che difendeva le preziose opere.
C’erano, poi, la ferrovia e il ponte a Motta Livenza, che il nemico non doveva assolutamente usare per raggiungere il fronte. Due azioni furono condotte su questo obiettivo il 10 e l’11 e poi ancora il 17 e il 18 marzo che portarono alla distruzione delle opere. Durante il rientro alla base, il 18, il De Stefano fu ferito "non senza aver provocato prima danni all’idrovolante che lo attaccava". Aveva preso parte volontariamente a questi due ultimi combattimenti. Per queste azioni meriterà una medaglia di bronzo.

## Dall'Impresa di Fiume al dirigente di raffineria
Finita la guerra Felice De Stefano si stabilì a Fiume, dove era arrivato il 12 settembre del 1919 con la nave ammiraglia “Dante Alighieri” al tempo di Gabriele D'Annunzio, con cui collaborò. Diresse i lavori di costruzione di due navi l’"Istria" e la "Dalmazia". Poi si trasferì a Trieste a dirigere la Raffineria di petrolio.

## Gli ultimi anni di vita
Morì a Roma alla giovane età di 36 anni il 7 dicembre del 1925.
La sua cittadina natale lo commemorò nella seduta del Consiglio Comunale del 23 gennaio 1926, gli dedicò una tomba monumentale e gli intestò una strada.